# رؤوف المالكي
رؤوف نجيب عبد الرحمن المالكي (وُلد في 16 نوفمبر 1957 في بيت لحم) دبلوماسي فلسطيني، وسفير دولة فلسطين لدى كولومبيا.

## حياته
وُلد رؤوف المالكي في مدينة بيت لحم عام 1957 إبان الإدارة الأردنية للضفة الغربية، وهو شقيق وزير الخارجية والمغتربين الفلسطيني رياض المالكي.
عمل مستشارًا في بعثة فلسطين لدى إسبانيا.
في 13 مارس 2014، عُين برتبة مستشار أول رئيسًا لبعثة فلسطين الدبلوماسية لدى كولومبيا، وفي 29 مايو 2014، سلّم أوراق اعتماده إلى الرئيس الكولومبي بواسطة وزيرة الخارجية ماريا أنخيلا أولجين.
في 1 مايو 2015، مُنح مرتبة سفير.